# Canberra Raiders
Maillots
Les Canberra Raiders sont un club australien de rugby à XIII évoluant en National Rugby League, basé à Canberra, capitale de l'Australie. Depuis 1990, l'équipe dispute ses matchs à domicile au Canberra Stadium. Précédemment, de 1982 à 1999, elle a joué au Seiffert Oval à Queanbeyan. Le symbole officiel des Canberra Raiders est le Viking. La mascotte des Raiders est connue sous le nom de Victor le Viking.
Les Canberra Raiders ont évolué le championnat de la New South Wales Rugby League à partir 1982, à la suite de la politique d'expansion de la NSWRL d'intégrer des équipes hors de Sydney. Les Raiders deviennent la première équipe non basée à Sydney à jouer les phases finales en 1984, une finale du championnat en 1987 et à remporter le championnat en 1989. En 1997, les Raiders font le choix de participer au championnat dissident de la Super League, avant d'intégrer le championnat unifié de la NRL en 1998.

## Histoire
Le club a été fondé en 1982, conséquence de la politique d'expansion de la NSWRL. De 1987 à 1995, les Raiders ont connu une période gloire, participant à 5 finales et remportant 3 titres de champion.  
Le premier titre, obtenu face à Balmain en 1989, étant particulièrement mémorable, avec une victoire sur le score de 19 à 14 obtenue dans les arrêts de jeu. 
L'équipe qui remporte le titre en 1994, est considéré comme l'une des meilleures équipes de tous les temps. En effet cette équipe était composée de nombreuses stars comme Mal Meninga, Laurie Daley ou Glenn Lazarus. Quand ces stars partirent à la retraite, les performances des Raiders baissèrent. Aujourd'hui, le club compte sur ses jeunes pour retrouver son passé glorieux. 

## Faits marquants en 2019 et 2020
Dans la lutte aux places qualificatives pour les phases finales de la saison 2019, les Canberra Raiders affrontent le Melbourne Storm. Dans l'antre des finalistes 2018, au AAMI Park, les Raiders sont rapidement distancés en première période. Après une demi-heure de jeu et trois essais transformés, le Storm mène 18-0. Peu avant la mi-temps, les Raiders parviennent néanmoins à réduire l'écart, sans que Jarod Crocker ne réussisse toutefois à transformer son propre essai. Le score est alors de 18-4 pour les locaux lorsque l'arbitre siffle la mi-temps. Après un nouvel essai de Crocker à la 52ème, les Canberra Raiders vont finalement l'emporter sur le score de 18-22, infligeant une cinglante défaite au leader du classement, resté muet pendant 50 minutes. Cela ne représente toutefois pas un record au regard de l'histoire de la NRL, des équipes ayant remporté des rencontres en ayant remonté un déboire de 26 points.
Lors des phases finales 2019, les Raiders sont une nouvelle fois confrontés au Melbourne Storm et s'imposent 21-10 grâce à un essai de John Bateman dans les dernières minutes. En demi-finale, Canberra s'impose 16-10 face au South Sydney Rabbitohs, troisième de la saison régulière. Au cours du Grand Final, qui les oppose au tenant du titre, à savoir les Sydney Roosters, les Canberra Raiders s'inclinent sur le score de 14-8. La finale est notamment marquée par une décision controversée de l'un des arbitres de terrain. Ben Cummins a en effet annoncé "six again" signifiant le lancement d'une nouvelle série de tenus avant de se raviser, conduisant à la perte de possession des Raiders après que Jack Whighton ait été plaqué. Au moment de cette décision, le score était alors de 8-8 avec 10 minutes à jouer.
Lors de la saison 2020, les Raiders retrouvent les Sydney Roosters en demi-finale et s'imposent 22-18 au terme d'un match animé ayant vu un départ canon permettant aux Raiders de mener 16-0. Ce match a également donné lieu à une controverse avec un plaquage haut non sanctionné sur Josh Morris alors que les Roosters pouvait revenir au score en seconde période. 

## Palmarès
| World Club Challenge    | National Rugby League |
| ----------------------- | --- |
| - Finaliste (1) : 1989. | - Champion (3) : 1989, 1990 et 1994. - Finaliste (3) : 1987, 1991 et 2019. - Vainqueur de la saison régulière (1) : 1990. |

## Joueurs emblématiques
- Blake Austin (2015-2018)
- Sam Backo (1983-1988)
- Gary Belcher (1986-1993)
- Colin Best (2007-2008)
- Bradley Clyde (1988-1998)
- Jarrod Croker (2009-)
- Jason Croker (1991-2006)
- Laurie Daley (1987-2000)
- John Ferguson (1986-1990)
- Ron Giteau (1983-1986)
- Joseph Leilua (2015-)
- Mal Meninga (1986-1994)
- Brett Mullins (1990-2000)
- Noa Nadruku (1993-1997)
- Josh Papalii (2011-)
- Jordan Rapana (2014-)
- Clinton Schifcofske (2001-2006)
- David Shillington (2009-2015)
- Ricky Stuart (1988-1998)
- Alan Tongue (2000-2011)
- Steve Walters (1986-1996)
- Jack Wighton (2012-)

## Entraîneurs
| # | Nom             | Période     |
| - | --------------- | ----------- |
| 1 | Don Furner      | 1982 – 1987 |
| 2 | Wayne Bennett   | 1987 – 1987 |
| 3 | Tim Sheens      | 1988 – 1996 |
| 4 | Mal Meninga     | 1997 – 2001 |
| 5 | Matthew Elliott | 2002 – 2006 |

| # | Nom                    | Période     |
| - | ---------------------- | ----------- |
| 6 | Neil Henry             | 2007 – 2008 |
| 7 | David Furner           | 2009 – 2013 |
| 8 | Andrew Dunemann (int.) | 2013 – 2013 |
| 9 | Ricky Stuart           | 2014 –      |

- Légende : int. = entraîneur par intérim.

## Bilan du club
| Année                                  | Année | Saison régulière | Saison régulière | Saison régulière | Saison régulière | Saison régulière | Saison régulière | Saison régulière | Saison régulière | Saison régulière | Phase finale        | Phase finale | Phase finale | Phase finale | Phase finale | Phase finale | Phase finale |
| Année                                  | Année | Class.           | Points           | MJ               | V.               | N.               | D.               | B.               | Pp.              | Pc.              | Perf.               | MJ           | V.           | N.           | D.           | Pp.          | Pc.          |
| National Rugby League (vingt clubs)    |       |                  |                  |                  |                  |                  |                  |                  |                  |                  |                     |              |              |              |              |              |              |
| 1998                                   | 1998  | 7e               | 30               | 24               | 15               | 0                | 9                | 0                | 564              | 429              | 2e tour             | 2            | 1            | 0            | 1            | 27           | 28           |
| National Rugby League (dix-sept clubs) |       |                  |                  |                  |                  |                  |                  |                  |                  |                  |                     |              |              |              |              |              |              |
| 1999                                   | 1999  | 9e               | 31               | 24               | 13               | 1                | 10               | 2                | 618              | 439              | Non qualifié        | -            | -            | -            | -            | -            | -            |
| National Rugby League (quatorze clubs) |       |                  |                  |                  |                  |                  |                  |                  |                  |                  |                     |              |              |              |              |              |              |
| 2000                                   | 2000  | 4e               | 30               | 26               | 15               | 0                | 11               | 0                | 506              | 479              | 2e tour             | 2            | 1            | 0            | 1            | 44           | 54           |
| 2001                                   | 2001  | 11e              | 19               | 26               | 9                | 1                | 16               | 0                | 600              | 623              | Non qualifié        | -            | -            | -            | -            | -            | -            |
| National Rugby League (quinze clubs)   |       |                  |                  |                  |                  |                  |                  |                  |                  |                  |                     |              |              |              |              |              |              |
| 2002                                   | 2002  | 8e               | 25               | 24               | 10               | 1                | 13               | 2                | 471              | 641              | 1er tour            | 1            | 0            | 0            | 1            | 20           | 36           |
| 2003                                   | 2003  | 4e               | 36               | 24               | 16               | 0                | 8                | 2                | 620              | 463              | 2e tour             | 2            | 0            | 0            | 2            | 34           | 47           |
| 2004                                   | 2004  | 8e               | 26               | 24               | 11               | 0                | 13               | 2                | 554              | 613              | 1er tour            | 1            | 0            | 0            | 1            | 12           | 38           |
| 2005                                   | 2005  | 14e              | 22               | 24               | 9                | 0                | 15               | 2                | 465              | 606              | Non qualifié        | -            | -            | -            | -            | -            | -            |
| 2006                                   | 2006  | 7e               | 30               | 24               | 13               | 0                | 11               | 2                | 525              | 573              | 1er tour            | 1            | 0            | 0            | 1            | 12           | 30           |
| National Rugby League (seize clubs)    |       |                  |                  |                  |                  |                  |                  |                  |                  |                  |                     |              |              |              |              |              |              |
| 2007                                   | 2007  | 14e              | 20               | 24               | 9                | 0                | 15               | 1                | 522              | 652              | Non qualifié        | -            | -            | -            | -            | -            | -            |
| 2008                                   | 2008  | 6e               | 30               | 24               | 13               | 0                | 11               | 2                | 640              | 527              | 1er tour            | 1            | 0            | 0            | 1            | 10           | 36           |
| 2009                                   | 2009  | 13e              | 22               | 24               | 9                | 0                | 15               | 2                | 489              | 520              | Non qualifié        | -            | -            | -            | -            | -            | -            |
| 2010                                   | 2010  | 7e               | 30               | 24               | 13               | 0                | 11               | 2                | 499              | 493              | 2e tour             | 2            | 1            | 0            | 1            | 48           | 48           |
| 2011                                   | 2011  | 15e              | 16               | 24               | 6                | 0                | 18               | 2                | 423              | 623              | Non qualifié        | -            | -            | -            | -            | -            | -            |
| 2012                                   | 2012  | 6e               | 30               | 24               | 13               | 0                | 11               | 2                | 545              | 536              | 2e tour             | 2            | 1            | 0            | 1            | 50           | 64           |
| 2013                                   | 2013  | 13e              | 24               | 24               | 10               | 0                | 14               | 2                | 434              | 624              | Non qualifié        | -            | -            | -            | -            | -            | -            |
| 2014                                   | 2014  | 15e              | 20               | 24               | 8                | 0                | 16               | 2                | 466              | 623              | Non qualifié        | -            | -            | -            | -            | -            | -            |
| 2015                                   | 2015  | 10e              | 24               | 24               | 10               | 0                | 14               | 2                | 577              | 569              | Non qualifié        | -            | -            | -            | -            | -            | -            |
| 2016                                   | 2016  | 2e               | 39               | 24               | 17               | 1                | 6                | 2                | 688              | 456              | Finale préliminaire | 3            | 1            | 0            | 2            | 48           | 42           |
| 2017                                   | 2017  | 10e              | 26               | 24               | 11               | 0                | 13               | 2                | 558              | 497              | non qualifié        | -            | -            | -            | -            | -            | -            |
| 2018                                   | 2018  | 10e              | 22               | 24               | 10               | 0                | 14               | 1                | 563              | 540              | Non qualifié        | -            | -            | -            | -            | -            | -            |
| 2019                                   | 2019  | 4e               | 32               | 24               | 15               | 0                | 9                | 1                | 524              | 374              | Finaliste           | 3            | 2            | 0            | 1            | 36           | 34           |
| 2020                                   | 2020  | 5e               | 28               | 20               | 14               | 0                | 6                | 0                | 445              | 317              | Finale préliminaire | 3            | 2            | 0            | 1            | 64           | 68           |
| 2021                                   | 2021  | 10e              | 22               | 24               | 10               | 0                | 14               | 1                | 481              | 578              | Non qualifié        | -            | -            | -            | -            | -            | -            |
| 2022                                   | 2022  | 8e               | 30               | 24               | 14               | 0                | 10               | 1                | 524              | 461              | 2e tour             | 2            | 1            | 0            | 1            | 32           | 60           |
| National Rugby League (dix-sept clubs) |       |                  |                  |                  |                  |                  |                  |                  |                  |                  |                     |              |              |              |              |              |              |
| 2023                                   | 2023  | 8e               | 32               | 24               | 13               | 0                | 11               | 3                | 486              | 623              | 1er tour            | 1            | 0            | 0            | 1            | 28           | 30           |
| 2024                                   | 2024  | 9e               | 30               | 24               | 12               | 0                | 12               | 3                | 474              | 601              | Non qualifié        | -            | -            | -            | -            | -            | -            |
| 2025                                   | 2025  | -                | -                | -                | -                | -                | -                | -                | -                | -                | -                   | -            | -            | -            | -            | -            | -            |